# South Hayward
South Hayward is een metrostation in de Amerikaanse plaats Hayward  (Californië). Het station werd geopend op 11 september 1972 als onderdeel van de Richmond-Fremont Line van BART. Sinds september 1974 is er een rechtstreeks verbinding met het centrum van San Francisco in de vorm van de Fremont-Daly City Line.